# NGC 3530
NGC 3530 is een spiraalvormig sterrenstelsel in het sterrenbeeld Grote Beer. Het hemelobject werd op 8 april 1793 ontdekt door de Duits-Britse astronoom William Herschel.

## In de kom van deGrote steelpan
Het stelsel NGC 3530 bevindt zich, vanaf de aarde gezien, een graad ten noordoosten van de betrekkelijk heldere ster Merak die de zuidwestelijke hoek van de kom van het gemakkelijk waarneembare asterisme Grote steelpan (Big dipper) vormt.

## Synoniemen
- UGC 6188
- MCG 10-16-64
- ZWG 291.30
- ARAK 278
- PGC 33766